# Dominek
Dominek is een plaats in het Poolse district  Słupski, woiwodschap Pommeren. De plaats maakt deel uit van de gemeente Ustka en telt 120 inwoners.